# Макарово (Курская область)
Мака́рово — село в Железногорском районе Курской области. Входит в состав Андросовского сельсовета. 
Население — 2 человека (2010 год).

## География
Расположено в 10 км к востоку от Железногорска на речке Песочне, притоке Свапы. Высота над уровнем моря — 215 м. К северу от села находится плотина гидроотвала Михайловского ГОКа.

## История
По легенде село возникло в XVI веке во время правления Ивана Грозного. Тогда в окрестных лесах находился стан разбойника Кудеяра и его шайки. На левом берегу реки Песочни, недалеко от нынешнего Андросова, находилось селение Лунино, через которое пролегала большая дорога из Москвы на юг. Лунинцы узнали, что сборщики податей будут в известное время проезжать через их селение с царской казной, поэтому решили казну ограбить. В соучастники к себе позвали Кудеяра. Совместными усилиями охрану разбили, казну унесли. За это немало лунинцев было казнено, а селение царским отрядом стёрто с лица земли. Двое крестьян, Макар и Андрос, со своими семьями вовремя оттуда удалились, поселились на новом месте и стали основателями будущих сёл Макарово и Андросово.
В документах Макарово впервые упоминается в 1678 году как починок — недавно возникшее селение. По переписи 1710 года это уже село с храмом Николая Чудотворца.
В XVII—XVIII веках село входило в состав Кромского уезда, располагаясь в его юго-западной части. По данным 4-й ревизии 1782 года часть населения Макарова составляли однодворцы. С 1802 года — в составе Дмитровского уезда Орловской губернии.
В 1853 году в селе было 77 дворов, проживало 650 человек (330 мужского пола и 320 женского). По данным на 1860 год в Макарове и соседнем сельце Моховом помещику Матвею Афанасьевичу Дьяченко принадлежали 133 крепостных (109 крестьян и 24 дворовых). В 1861—1923 годах село входило в состав Большебобровской волости Дмитровского уезда Орловской губернии. В 1866 году в бывшем владельческом селе Макарово был 41 двор, проживало 741 человек (363 мужчины и 378 женщин), действовал православный Николаевский храм, 6 маслобоен и мельница. Через Макарово проходила дорога из Дмитровска в Фатеж. По данным 1877 года в селе было уже 100 дворов, проживало 689 жителей, была открыта земская школа. В 1897 году в Макарово проживало 887 человек (440 мужского пола и 447 женского); всё население исповедовало православие.
В ноябре 1917 года крестьяне разгромили имение Бориса Владимировича Мостового в Макарово, которое он арендовал у помещика Петра Николаевича Шамшева. В марте 1919 года уроженцы села Макарово братья Иван Илларионович и Григорий Илларионович Бородины организовали антисоветское восстание, перекинувшееся на соседние волости, но впоследствии подавленное.
В 1926 году в селе проживало 938 человек (432 мужского пола и 506 женского), действовала школа 1-й ступени, пункт ликвидации безграмотности, красный уголок, ветеринарный пункт. В то время Макарово входило в состав Макаровского сельсовета Волковской волости Дмитровского уезда Орловской губернии. С 1928 года в составе Михайловского (ныне Железногорского) района. В ходе коллективизации, весной 1930 года, участники «антисоветской кулацкой группировки» запугивали колхозников: «Колхозу существовать недолго, так как в ближайшее время Советской власти наступит конец. Выходите из колхоза пока не поздно». Этой агитацией была сорвана коллективная запашка земли. В 1937 году в Макарово было 158 дворов. Во время Великой Отечественной войны, с октября 1941 года по февраль 1943 года, находилось в зоне немецко-фашистской оккупации. Во время оккупации макаровцы активно поддерживали партизан. За это осенью 1942 года фашисты расстреляли 19 и сожгли заживо 14 жителей села. По состоянию на 1955 год в Макарово находился центр колхоза «Искра Коммуны».

## Храм Николая Чудотворца
Храм Николая Чудотворца в селе Макарово известен с начала XVIII века. К приходу церкви, помимо жителей самого Макарова, было приписано население соседних деревень Курбакино и Моховое. 
В 1836 году вместо старого деревянного здания храма было возведено новое, также деревянное, которое просуществовало до советского времени. Новая церковь располагалась на плоской горе над рекой Песочней. Здание храма было одноэтажным, с колокольней. Снаружи церковь была обита тёсом, без украшений.
В 1865 году в церкви служил священник Василий Смирнов. В 1904 году священник Николаевского храма Владимир Казанский за пятилетнее беспорочное и усердное пастырское служение был награждён набедренником. В 1905 году псаломщик храма Матвей Соколов за 50-летнюю службу был награждён императором Николаем II золотой медалью с надписью «За усердие» для ношения на шее на Аннинской ленте.
Последним священником Никольского храма был Владимир Семёнович Казанский, возглавлявший приход в 1899—1929 годах. В 1929 году храм закрыли и переоборудовали под склад зерна. Здание церкви не сохранилось. Владимира Казанского арестовали, а в 1938 году расстреляли как участника «кадетско-монархической повстанческой организации». В. С. Казанский был реабилитирован в 1992 году.

## Население
| 1853 | 1866 | 1877 | 1897 | 1926 | 1979 | 2002 |
| ---- | ---- | ---- | ---- | ---- | ---- | ---- |
| 650  | ↗741 | ↘689 | ↗887 | ↗938 | ↘135 | ↘0   |
| 2010 |      |      |      |      |      |      |
| ↗2   |      |      |      |      |      |      |

## Памятники истории
Братская могила партизан и жителей села Макарово, расстрелянных немецко-фашистскими оккупантами в 1942 году. Расположена на северной окраине деревни. Количество захороненных не установлено.
Дом, в котором находился штаб Петровского партизанского отряда и штаб 14-й армии.

## Персоналии
- Толкачёв, Григорий Алексеевич (1895—1919) — участник революционного движения и борьбы за советскую власть в годы Гражданской войны, председатель Дмитровского уездного комитета РКП(б). Родился в Макарово. Был убит в ходе восстания кулаков. Именем Григория Толкачёва названа улица в Дмитровске.